# I’m Lonely
Az I’m Lonely a német Scooter együttes 2008-ban megjelent kislemeze, a negyedik kislemez a Jumping All Over The World albumról. A kislemez jelentős mértékben eltér az albumon hallható változattól, sokkal inkább a trance stílus felé hajlik: megkurtították és kissé megváltoztatták H.P. Baxxter szövegét, a zenei alapokat lecserélték, az eredetileg Rick J. Jordan által énekelt refrént lecserélték egy női vokálra, és a dallamot is megváltoztatták, lényegében újraírták a teljes szerzeményt. Mind az albumváltozat, mind a kislemez egy feldolgozás, a Felix Project "Lonely" című száma az alap, valamint a nagylemezen hallható változatnál Refresh "A Step Too Far" című szerzeményének dallamát lecserélték Vincent de Moore "Fly Away" című számára.
A kislemezborítón egy, a brit turné során készített kép látható, amely a "Jumping All Over The World" nagylemez kislemezei között kuriózum – azokon ugyanis jellemzően fehér háttéren láthatóak egyszerűbb motívumok. Ez az első olyan borító, amit már teljes egészében Martin Weiland tervezett, leváltva ezzel 14 év után az addigi grafikusukat, Marc Schilkowskit.

## Tracklista
1. I'm Lonely (Radio Edit) (3:30)
2. I'm Lonely ("Dressed For Success" Club Mix) (5:00)
3. I'm Lonely (Extended Mix) (5:53)
4. Way Up North (4:07)

### Kétszámos változat
Ez volt az első Scooter-kislemez, mely a csökkenő CD-formátumú kislemezeladások miatt kétszámos változatban is napvilágot látott. Azon csak a Radio Edit és az Extended található meg.

### Vinyl verzió
2008. március 29-én, azaz a kislemezváltozat megjelenése előtt pár héttel már elérhető volt ez a kiadás, az alábbi számokkal.
- A1: I'm Lonely (Extended Mix)
- B1: I'm Lonely ("Dressed For Success Club Mix")

## Más változatok
Nagy-Britanniában bár tervezték, de CD-formátumban nem jelent meg a kislemez, hanem helyette az internetről lehetett letölteni. Ezen a kiadványon három új remix is szerepelt: "Styles & Breeze Remix", "Flip & Fill Remix", "Alex K Remix". Mindhárom remix felkerült a "Jumping All Over The World (20 Years of Hardcore Expanded Edition)" című 2013-as kiadványra. Az "Alex K Remix" terjedelmi okokból erre a változatra rövidebb formában került fel (levágták az elejét és a végét), és egy picit fel is gyorsították.
A "Jumping All Over The World – Whatever You Want" című 2008-as albumon az albumverziót erre a változatra cserélték le.
Koncertfelvételen szerepel a 2008-as "Live In Berlin" kiadványon.
A 2014-es "The Fifth Chapter" című album második CD-jén hallható a dal "Kindervater Remix" változatban.
2017-ben Olga Scheps elkészítette a dal zongorára átírt változatát, amely a "100% Scooter" című kiadványon hallható.

## Videoklip
A videoklipet a 2008 márciusában tartott brit Clubland Tour során rögzítették, legalábbis az együttes jeleneteit. Az összekötő részekhez egy szakítás és egy újra egymásra találás történetét kapcsolták.

## Közreműködtek
- H.P. Baxxter a.k.a. MC I (szöveg)
- Rick J. Jordan, Michael Simon (zene)
- Jens Thele (menedzser)
- Jef Martens (eredeti szerző)
- Kamala (női vokál)
- Martin Weiland (borítóterv)
- Ian McManus (fényképek)
- Sebastian Thierre (videoklip-rendező), Garerh Davies és a Clubland TV felvételeinek felhasználásával